# Аллея звёзд в Бирмингеме
Аллея звёзд в Бирмингеме — тротуар звёзд на Брод Стрит в Бирмингеме (Англия), созданный в стиле Голливудской аллеи славы.

## Критерий
Деятель может быть награждён звездой на аллее в том случае, если он выступал в одном из главных зданий города: в Международном дворце съездов (англ. International Convention Centre), в Национальной закрытой арене (англ. National Indoor Arena), в симфоническом дворце (англ. Symphony Hall) или в репертуарном театре (англ. Birmingham Repertory Theatre). Бирмингем должен быть его родным городом или тесно связан с его жизнью. Аллея увековечивает жителей города, которым удалось достичь успеха в различных сферах творческой деятельности: музыка, телевидение, радио, спорт, театр, бизнес и литература.

## История
Идея создания аллеи родилась у жителя Бирмингема Гарри Рэйбоулда, который позже познакомил с ней участника местного государственно-частного партнёрства Стива Хьюлетта. Название «Аллея звёзд» (англ. Walk of Stars) было придумано одновременно с созданием бренда и сайта «www.walkofstars.co.uk», разработкой которого занималась компания «383 Проджект».
Первым на аллее был увековечен Оззи Осборн. Церемония проходила 6 июля 2007 года на площади Сентенари. Ведущий местной радиостанции «BRMB» Эллиот Уэбб объявил имя музыканта, а лорд-мэр города Рэндал Брю наградил его звездой.
Второй звездой стал комик Джаспер Кэррот. Церемония прошла 15 сентября 2007 года. Лорд-мэр города Рэндал Брю наградил комика звездой во время фестиваля искусств в присутствии 10 000 зрителей. В декабре 2007 года этой чести удостоился музыкант группы Slade Нодди Холдер.
В октябре 2007 года было принято решение поставить заграждения вокруг каждой звезды. Менеджер Брод Стрит Майк Олли сказал, что никаких проблем не возникало, и эта мера была предпринята в качестве предосторожности.
В июне 2008 года звезды удостоился комментатор Мюррей Уолкер. 12 сентября 2008 года в первый раз прошло открытие одновременно двух звезд: первая — составу мыльной оперы «Стрельцы», которая транслировалась в эфире радио «Би-би-си Радио 4» (англ. BBC Radio 4), а вторая — одному из актёров этой оперы: Норману Пеинтину (англ. Norman Painting).
7 октября 2008 года «Би-би-си» объявило о том, что награду получит Джули Уолтерс. В следующем месяце был увековечен гитарист Тони Айомми. В день церемонии награждения шёл ливень, но это не остановило поклонников, которые пришли поддержать любимого музыканта.
26 марта 2009 года было решено, что все пять футбольных команд Бирмингема (Астон Вилла, Бирмингем Сити, Уолсолл, Вест Бромвич Альбион, Вулверхэмптон Уондерерс) или их игроки будут награждены звездами.

## Список звёзд (неполный)
| Номер | Звезда                         | Дата                  | Профессия       | Комментарии                                                                             |
| ----- | ------------------------------ | --------------------- | --------------- | --------------------------------------------------------------------------------------- |
| 1     | Оззи Осборн                    | 6 июля 2007 года      | Музыкант        | Вокалист Black Sabbath + сольная карьера                                                |
| 2     | Джаспер Кэррот                 | 15 сентября 2007 года | Комик           | Ведущий телеигры «Золотые шары» (англ. Goldenballs)                                     |
| 3     | Нодди Холдер                   | 9 декабря 2007 года   | Музыкант        | Участник группы Slade                                                                   |
| 4     | Мюррей Уолкер                  | 28 июня 2008 года     | Комментатор     | репортажи формула-1 на Би-би-си/Ай-ти-ви                                                |
| 5     | «Стрельцы»                     | 12 сентября 2008 года | Мыльная опера   | Сериал на радиостанции «Би-би-си Радио 4» (англ. BBC Radio 4)                           |
| 6     | Норман Пеинтин                 | 12 сентября 2008 года | Актёр на радио  | Голос Фила Арчера из Стрельцов                                                          |
| 7     | Тони Айомми                    | 23 ноября 2008 года   | Музыкант        | Гитарист Black Sabbath, Heaven and Hell + сольная карьера                               |
| 8     | Астон Вилла (состав 1982 года) | 4 мая 2009 года       | Футбольный клуб | Обладатели Кубка европейских чемпионов 1982 года                                        |
| 9     | Тони Браун                     | 17 мая 2009 года      | Футболист       | Игрок Вест Бромвич Альбион                                                              |
| 10    | Фрэнк Скиннер                  | 1 августа 2009 года   | Комик           | Один из ведущий передачи «Воображаемая футбольная лига» (англ. Fantasy Football League) |
| 11    | Гил Мэррик                     | сентябрь 2009 года    | Футболист       | Игрок Бирмингем Сити                                                                    |
| 12    | Рэй Грэйдон                    | сентябрь 2009 года    | Футболист       | Игрок Уолсолл                                                                           |
| 13    | Джули Уолтерс                  | 27 октября 2009 года  | Актриса/комик   | Звезда фильмов «Воспитание Риты» и фильмов о Гарри Поттере                              |
| 14    | Бив Бивэн                      | февраль 2011 года     | Музыкант        | Electric Light Orchestra + сольная карьера                                              |